# 伊格灵
伊格灵是德国巴伐利亚州的一个市镇。总面积26.34平方公里，总人口2370人，其中男性1170人，女性1200人（2011年12月31日），人口密度90人/平方公里。